# Konvergenz lokal nach Maß
Die Konvergenz lokal nach Maß, manchmal auch Konvergenz lokal im Maß genannt, ist ein Konvergenzbegriff der Maßtheorie für Funktionenfolgen. Es handelt sich um den schwächsten Konvergenzbegriff, der in der Maßtheorie verwendet wird. Teilweise wird er auch in der Wahrscheinlichkeitstheorie verwendet und dort als stochastische Konvergenz bezeichnet; diese Konvergenzart kann aber je nach Quellenlage auch die für Wahrscheinlichkeitsmaße äquivalente Konvergenz nach Maß bezeichnen.

## Definition
Gegeben seien ein Maßraum {\displaystyle (X,{\mathcal {A}},\mu )} und {\displaystyle f,f_{n}\colon X\to \mathbb {K} } für {\displaystyle n\in \mathbb {N} } messbare Funktionen. Dann heißt die Funktionenfolge {\displaystyle (f_{n})_{n\in \mathbb {N} }} konvergent lokal nach Maß gegen {\displaystyle f}, wenn für jede Menge  {\displaystyle A\in {\mathcal {A}}} mit {\displaystyle \mu (A)<\infty } und alle {\displaystyle \varepsilon >0} gilt, dass
{\displaystyle \lim _{n\to \infty }\mu (\{\left|f_{n}-f\right|\geq \varepsilon \}\cap A)=0}
ist. Man schreibt dann {\displaystyle f_{n}\to f{\text{ lokal n. M.}}}

## Beispiel
Bezeichnet {\displaystyle \chi _{A}(x)} die charakteristische Funktion und definiert man die Funktionenfolge als
{\displaystyle f_{n}:=\chi _{[n,n+1]}},
so konvergiert diese Funktionenfolge auf dem Maßraum {\displaystyle (\mathbb {R} ,{\mathcal {B}}(\mathbb {R} ),\lambda )} lokal nach Maß gegen 0. Denn für jede Borelmenge {\displaystyle A} in {\displaystyle \mathbb {R} } mit endlichem Lebesgue-Maß konvergiert die Reihe {\displaystyle \sum _{n}\lambda (A\cap [n,n+1])=\lambda (A\cap [0,\infty ))\leq \lambda (A)<\infty }, und daraus folgt {\displaystyle \lambda (A\cap [n,n+1])\rightarrow 0}, das heißt {\displaystyle \lambda (\{|f_{n}-0|\geq \varepsilon \}\cap A)\rightarrow 0}.

## Eigenschaften
- Konvergieren {\displaystyle f_{n},g_{n}} lokal nach Maß gegen {\displaystyle f} bzw. {\displaystyle g}, so konvergieren auch {\displaystyle f_{n}+g_{n}} gegen {\displaystyle f+g} lokal nach Maß und {\displaystyle \alpha f_{n}} gegen {\displaystyle \alpha f} lokal nach Maß.
- Konvergiert die Funktionenfolge {\displaystyle (f_{n})_{n\in \mathbb {N} }} lokal nach Maß gegen {\displaystyle f} und gegen {\displaystyle g}, so stimmen {\displaystyle f} und {\displaystyle g} lokal μ-fast überall überein. Das bedeutet für jedes {\displaystyle A} mit {\displaystyle \mu (A)<\infty } ist {\displaystyle f\chi _{A}=g\chi _{A}} μ-fast überall.

## Beziehung zu anderen Konvergenzbegriffen

### Konvergenz nach Maß
Die Konvergenz nach Maß impliziert die Konvergenz lokal nach Maß. Denn wird das Maß der Menge {\displaystyle \{\left|f_{n}-f\right|\geq \varepsilon \}} auf der Grundmenge {\displaystyle X} beliebig klein, so wird es auch auf dem Schnitt mit jeder Menge endlichen Maßes beliebig klein.
Die Umkehrung gilt jedoch im Allgemeinen nicht. So konvergiert die Funktionenfolge
{\displaystyle f_{n}=\chi _{[n,n+1)}}
auf dem Maßraum {\displaystyle (\mathbb {R} ,{\mathcal {B}}(\mathbb {R} ),\lambda )} lokal nach Maß gegen 0, aber nicht nach Maß. Denn für {\displaystyle \varepsilon \in (0,1]} ist 
{\displaystyle \mu (\{|f_{n}-f|\geq \varepsilon \})=\lambda (\{|\chi _{[n,n+1)}-0|\geq \varepsilon \})=1}
für alle {\displaystyle n\in \mathbb {N} }. Also konvergiert die Funktionenfolge nicht nach Maß gegen die 0. Betrachtet man nun aber ein {\displaystyle A\in {\mathcal {B}}(\mathbb {R} )} mit {\displaystyle \lambda (A)<\infty } und definiert {\displaystyle A_{n}=A\cap [n,n+1)}, so sind die {\displaystyle A_{n}} disjunkt und es gilt
{\displaystyle A\supset \bigcup _{n\in \mathbb {N} }A_{n}{\text{ und somit }}\infty >\mu (A)\geq \sum _{n=1}^{\infty }\mu (A_{n})}.
Somit ist {\displaystyle \lim _{n\to \infty }\lambda (A_{n})=0}, da ansonsten die Reihe divergieren würde. Daraus folgt dann
{\displaystyle \lim _{n\to \infty }\mu (\{|f_{n}-f|\geq \varepsilon \}\cap A)=\lim _{n\to \infty }\mu (\{|\chi _{[n,n+1)}-0|\geq \varepsilon \}\cap A)=\lim _{n\to \infty }\lambda (A_{n})=0.}
Somit konvergiert die Funktionenfolge lokal nach Maß gegen die 0.
Auf endlichen Maßräumen folgt aus Konvergenz lokal nach Maß auch die Konvergenz nach Maß, beide Konvergenzbegriffe sind also äquivalent. Dies folgt direkt daraus, dass die Grundmenge bereits endliches Maß besitzt. Da die Funktionenfolge lokal nach Maß konvergiert, konvergiert sie demnach auch auf der Grundmenge und somit auch nach Maß.

### Punktweise Konvergenz μ-fast überall
Aus der punktweisen Konvergenz μ-fast überall folgt die Konvergenz lokal nach Maß. Denn schränkt man den Maßraum auf eine Menge {\displaystyle A} mit {\displaystyle \mu (A)<\infty } ein, betrachtet also den Maßraum {\displaystyle (A,{\mathcal {A}}|_{A},\mu |_{A})}. Dieser eingeschränkte Maßraum ist ein endlicher Maßraum, demnach gilt dort der Satz von Jegorow. Dieser liefert die fast gleichmäßige Konvergenz auf dem eingeschränkten Maßraum, diese wiederum impliziert die Konvergenz nach Maß. Da dieser Schluss aber für jede Einschränkung auf Mengen endlichen Maßes gilt, konvergiert die Funktionenfolge auf {\displaystyle (X,{\mathcal {A}},\mu )} lokal nach Maß.
Die Umkehrung gilt aber nicht, es folgt also aus der Konvergenz lokal nach Maß nicht die Konvergenz fast überall. Ein Beispiel lässt sich wie folgt konstruieren: Man betrachtet die Intervalle
{\displaystyle (I_{n})_{n\in \mathbb {N} }=[0,1],[0,{\tfrac {1}{2}}],[{\tfrac {1}{2}},1],[0,{\tfrac {1}{3}}],[{\tfrac {1}{3}},{\tfrac {2}{3}}],[{\tfrac {2}{3}},1],[0,{\tfrac {1}{4}}],[{\tfrac {1}{4}},{\tfrac {2}{4}}],\dots }
Dann konvergiert die Funktionenfolge
{\displaystyle f_{n}(x)=\chi _{I_{n}}(x)}
auf dem Maßraum {\displaystyle ([0,1],{\mathcal {B}}([0,1]),\lambda |_{[0,1]})} lokal nach Maß gegen 0, denn für {\displaystyle \varepsilon \in (0,1]} ist {\displaystyle \lim _{n\to \infty }\lambda (\{f_{n}\geq \varepsilon \})=\lim _{n\to \infty }\lambda (I_{n})=0}. Aber die Funktionenfolge konvergiert nicht punktweise fast überall gegen 0, denn ein beliebiges {\displaystyle x} ist in unendlich vielen {\displaystyle I_{n}} enthalten und ebenso in unendlich vielen {\displaystyle I_{n}} nicht enthalten. Somit nimmt {\displaystyle \chi _{I_{n}}} an jeder Stelle unendlich oft die Werte 0 und 1 an, kann also nicht konvergieren.

### Konvergenz im p-ten Mittel
Nach dem Konvergenzsatz von Vitali ist eine Folge genau dann Konvergent im p-ten Mittel, wenn sie lokal nach Maß konvergent ist und gleichgradig integrierbar im p-ten Mittel ist.
Auf die gleichgradige Integrierbarkeit kann dabei nicht verzichtet werden, wie das folgende Beispiel verdeutlicht. Setzt man {\displaystyle p=1} und definiert die Funktionenfolge
{\displaystyle f_{n}=n^{2}\chi _{[0,1/n]}}.
auf dem Maßraum {\displaystyle ([0,1],{\mathcal {B}}([0,1]),\lambda |_{[0,1]})}, so konvergiert diese lokal nach Maß gegen 0, denn für {\displaystyle \varepsilon \in (0,1]} ist 
{\displaystyle \lim _{n\to \infty }\lambda (\{n^{2}\chi _{[0,1/n]}\geq \varepsilon \})=\lim _{n\to \infty }{\frac {1}{n}}=0}.
Aber sie ist nicht gleichgradig integrierbar (im ersten Mittel), denn es ist
{\displaystyle \inf _{a\in [0,\infty )}\sup _{f\in (f_{n})_{n\in \mathbb {N} }}\int _{\{a<|f|\}}|f|\mathrm {d} \lambda =\infty }
Dem  Konvergenzsatz von Vitali folgend ist sie auch nicht (im ersten Mittel) konvergent gegen 0, denn es ist
{\displaystyle \lim _{n\to \infty }\int _{[0,1]}|f_{n}|\mathrm {d} \lambda =\lim _{n\to \infty }n^{2}\cdot {\frac {1}{n}}=\infty }.
Ebenso wenig kann auf die Konvergenz lokal nach Maß verzichtet werden, denn wählt man {\displaystyle p=1} und den Maßraum {\displaystyle ([0,1],{\mathcal {B}}([0,1]),\lambda |_{[0,1]})}, so ist die Funktionenfolge, die durch
{\displaystyle f_{n}:={\begin{cases}\chi _{[0;1/2]}&{\text{ für }}n{\text{ gerade }}\\\chi _{(1/2;1]}&{\text{ für }}n{\text{ ungerade }}\end{cases}}}.
definiert wird gleichgradig integrierbar im ersten Mittel, da sie von der integrierbaren Funktion, die konstant 1 ist, majorisiert wird. Aufgrund ihres oszillierenden Verhaltens kann die Folge aber nicht lokal nach Maß konvergieren, denn für die Grundmenge und {\displaystyle \varepsilon <{\tfrac {1}{2}}} gibt es keine Funktion {\displaystyle f}, so dass {\displaystyle \lambda (\{f_{n}-f\leq \varepsilon \})} klein wird. Mit einem analogen Argument folgt dann auch, dass die Funktionenfolge nicht im ersten Mittel konvergiert.

### Schwache Konvergenz inLp
Aus der Konvergenz lokal nach Maß folgt für {\displaystyle p\in (1,\infty )} unter Umständen die schwache Konvergenz in {\displaystyle {\mathcal {L}}^{p}}. Konvergiert eine Folge {\displaystyle (f_{n})_{n\in \mathbb {N} }} aus {\displaystyle {\mathcal {L}}^{p}} gegen {\displaystyle f\in {\mathcal {L}}^{p}} lokal nach Maß und ist die Folge reeller Zahlen {\displaystyle (\|f_{n}\|_{p})_{n\in \mathbb {N} }} beschränkt, so konvergiert die Folge auch schwach gegen {\displaystyle f}.
Für {\displaystyle p=1} ist diese Aussage im Allgemeinen nicht richtig, wie folgendes Beispiel zeigt: Betrachtet man den Maßraum {\displaystyle ([0,1],{\mathcal {B}}([0,1]),\lambda |_{[0,1]}}, so konvergiert die Folge
{\displaystyle f_{n}=n\chi _{[0,1/n]}}
lokal nach Maß gegen 0 und es ist {\displaystyle \|f_{n}\|_{1}=1} für alle {\displaystyle n}. Aber für die konstante Funktion {\displaystyle g=1} aus {\displaystyle {\mathcal {L}}^{\infty }} ist dann
{\displaystyle \int _{X}f_{n}g\mathrm {d} \lambda =1}.
Somit konvergiert die Folge nicht schwach gegen 0.

### Weitere Konvergenzbegriffe
Die Konvergenz lokal nach Maß ist der schwächste Konvergenzbegriff für Funktionenfolgen der Maßtheorie, alle weiteren Konvergenzbegriffe implizieren demnach die Konvergenz lokal nach Maß. Beispielsweise impliziert die gleichmäßige Konvergenz μ-fast überall die fast gleichmäßige Konvergenz, diese wiederum die Konvergenz nach Maß und damit auch die Konvergenz lokal nach Maß. Die Umkehrungen sind im Allgemeinen falsch.

## Allgemeinere Formulierung
Die Konvergenz  nach Maß lässt sich auch allgemeiner für Funktionen mit Werten in metrischen Räume definieren. Dafür ersetzt man den Term {\displaystyle \left|f_{n}-f\right|\geq \varepsilon } durch {\displaystyle d(f_{n},f)\geq \varepsilon }. Hierbei muss jedoch darauf geachtet werden, dass die Mengen {\displaystyle \{d(f_{n},f)\geq \varepsilon \}} messbar sind, da ansonsten der Ausdruck in der Definition nicht wohldefiniert ist. Die Messbarkeit dieser Mengen ist beispielsweise garantiert, wenn {\displaystyle (X,d)} ein separabler metrischer Raum und {\displaystyle {\mathcal {B}}(X)} die zugehörige Borelsche σ-Algebra ist und man als Messraum {\displaystyle (X,{\mathcal {B}}(X))} wählt.